# 쿠리아 민회
쿠리아 민회(Comitia Curiata) 또는 쿠리아회는 고대 로마의 민회 중 하나로 가문 공동체를 기반으로 했다.

## 개요
사료 부족으로 상세한 실태는 분명하지 않지만, 로마 왕정 시대부터 존재하고 있었다고 여겨지고 있다. 일부 ‘쿠리아’(가문별 공동체)의 논의에 따라 다양한 결정을 내려진 것으로 알려졌다. 공화정 시대에는 이미 그 권력은 축소되었고, 제사장의 취임, 입양 등 제한적인 결정 밖에 할 수 없었다.

## 같이 보기
- 로마의 민회
- 켄투리아 민회 (병사회)
- 플레브스 민회 (평민회)
- 트리부스 민회 (시민회)